# هنری مورای
هنری مورای (به انگلیسی: Henry Murray) متولد ۱۸۹۳ میلادی یکی از روان شناسان آمریکایی است. مورای هم مانند آلپورت مطالعه شخصیت را در یک موقعیت دانشگاهی انجام داد تا در موقعیت بالینی. هر چند او به روانکاوی پرداخت، آن را برای درمان بیماران بکار نبست، زیرا ترجیح می‌داد که شخصیت انسان را از طریق مطالعه گسترده افراد بهنجار بررسی کند.

## زندگی
دوره کودکی موری با طرد شدن از سوی مادر سطح بالای حساسیت نسبت به درد و رنج دیگران، و گونه‌ای از جبران نارسایی به شیوه آدلری برای دو نقص-لکنت زبان و ناتوانی در ورزش-مشخص شده‌است.
او پس از فارغ‌التحصیل شدن از دانشکده پزشکی دانشگاه کلمبیا، وارد رشته جراحی شد، در بیوشیمی پژوهش کرد، و از دانشگاه کمبریج در رشته بیوشیمی درجه دکترا گرفت، که مطمئناً یکی از راه‌های پیرامونی ورود به حرفه روان‌شناسی است. پس از گذراندن سه هفته با یونگ که ظاهراً برایش روشنگر بود و گذراندن یک شب فراموش نشدنی با فروید و دخترش آنا، موری مطالعاتش دربارهٔ شخصیت را در کلینیک روان‌شناسی هاروارد آغاز کرد.

## نظرات
با در نظر گرفتن تحصیلاتش در پزشکی و بیوشیمی، جای شگفتی نیست از اینکه موری به کارکرد فیزیولوژیکی آن گونه که به شخصیت مربوط می‌شود تأکید کرد. او بر مفهوم کاهش تنش تأکید ورزید، که به نظرش نخستین قانون دربارهٔ رفتار آدمی است. همچنان که فروید هم این گونه می‌اندیشید. موری همچنین به شیوه فرویدی اهمیت ناهوشیار و تأثیر تجارب کودکی را بر رفتار بزرگسالی مورد توجه قرار داد. او مفاهیم فروید دربارهٔ نهاد، من، و فرامن را البته با بعضی تغییرات وارد نظام خود کرد.
او شخصیت را به سه بخش نهاد، من و فرامن تقسیم کرد (مورای، ۱۹۳۸). نهاد شامل گرایش‌های مادرزادی و تکانشی ماست و انرژی لازم برای عملکرد شخصیت را فراهم می‌کند. این دیدگاه در اصل همانند دیدگاه فروید است. درنظام مورای نهاد علاوه بر تکانه‌های ابتدایی و شهوانی گرایش‌های اجتماعی مطلوبتری مانند همدلی، همانند سازی، و شکل‌های عشق غیر شهوی را نیز شامل می‌شود.
در نظام مورای من در تعیین رفتار نقش فعالتری دارد تا در نظریه فروید. مورای عقیده دارد که من خدمتگزار صرف نهاد نیست بلکه سازمان دهنده‌ای است که همه رفتارها را هوشیارانه انتخاب می‌کند. من به سرکوبی تکانش‌های نامطلوب نهاد برمی‌خیزد و بروز تکانه‌های مطلوب را تسهیل می‌کند.
مورای با فروید هم عقیده بود که فرامن نمایانگر درونی ساختن ارزش‌های فرهنگی است و اینکه افراد رفتار خود را بر اساس این ارزش‌ها ی درونی شده ارزشیابی می‌کنند. نظر وی در مورد نیروهایی که فرامن را شکل می‌دهند و دوره‌ای که فرامن در آن تشکیل می‌شود با نظر فروید تفاوت دارد. مورای استدلال می‌کرد که فرامن نه تنها بر اساس تعلیمات والدین شخص ساخته می‌شود بلکه همچنین گروه‌های همسالان، ادبیات و اساطیر جامعه در ساختن آن نقش دارند. فرامن در پنج سالگی تثبیت نمی‌شود بلکه در سراسر عمر به رشد خود ادامه می‌دهد.

## پرسونولوژی یا شخصیت شناسی
از نظر هنری موری مفهوم شخصیت، یک فرضیه یا یک سازه است که به ما کمک می‌کند تا رفتار افراد را درک کنیم. موری اعتقاد داشت که مفهوم شخصیت، به هیچ ماده یا جوهری فیزیکی واقعی اشاره نمی‌کند، به عقیده وی شخصیت افراد به فرایندهای مغزی وابسته است، بنابر این مرکز آناتومیک شخصیت مغز است. بین فیزیولوژی مغز و شخصیت رابطه بسیار نزدیکی وجود دارد. فرایندهای نوروفیزیولوژیک منبع رفتارهای انسان است.

## نیازهای انسانی
بزرگترین خدمت موری به مطالعه شخصیت، احتمالاً تحقیقات گسترده وی درباره نیازهای انسانی بود. او فهرستی از نیازهای انسانی تهیه کرد، که بدون شک دقیق ترین و کاملترین نیازهایی است که تاکنون در روانشناسی تهیه شده است.

### نیازهای اولیه و ثانویه
نیازهای اولیه نیازهای (بدن زاد)، از حالات بدنی-جسمی درونی نشأت می‌گیرند و نیازهایی هستند که برای بقا ضرورت دارند (مثل نیاز به غذا آب و هوا و آسیب گریزی), و همچنین نیازهای مثل سکس و شناخت حسی.
نیازهای ثانویه (نیازهای روانزاد) به طور غیرمستقیم، از نیازهای اولیه نشأت می گیرند، اما درباره نحوه این کار، موری توضیح واضح ارائه نمی‌دهد. هر چه باشد، این نیازها در بدن منبع مشخصی ندارند.

### نیاز های واکنشی و کنشی
نیازهای واکنشی عبارتند از واکنش به یک عامل خاص و مشخص محیط، که تنها زمانی برانگیخته می شوند که همان عامل ظاهر شود. برای مثال، نیاز به «آسیب گریزی» تنها زمانی فعال می‌شود که یک عامل خطرناک ظاهر شود.
نیازهای کنشی به حضور شیء یا عامل خاصی متکی نیست. اینها نیازهای خودجوش هستند که هر وقت برانگیخته می‌شوند، رفتاری مستقل از محیط را فعال می سازند. برای مثال افراد گرسنه به دنبال غذا می روند تا نیازشان را ارضا کنند آنها منتظر یک محرک نمی‌مانند ( مثلاً تبلیغ تلویزیونی که همبرگر تبلیغ می‌کند).

### فشار یا پرس
موری مفهوم فشار یا پرس را ارائه داد. فشار یا پرس یعنی نیروی وارده از اشیا یا افراد، که در نیل به اهداف کمک می کنند یا مانع آن می‌شوند. به عبارت دیگر، پرس عبارت است از اثر محیط و رویدادهای گذشته در نیازهای کنونی و فعال کردن آنها. محرک‌هایی که نیازها را بر می انگیزند، به ما انگیزه می دهند تا به دنبال فشارها(پرس‌ها) برویم و از بعضی دیگر اجتناب کنیم

## آزمون اندریافت موضوع
موری آزمون اندریافت موضوع را به همراه کریستینا مورگان طراحی کرد. TAT، به عنوان یک آزمون فرافکنی، موارد استفاده گسترده ای پیدا کرده است. این آزمون از سی تصویر مبهم تشکیل شده است. از آزمودنی خواسته می‌شود که برای هر یک از تصاویر داستان هایی بسازد. او باید بگوید که، پیش از تصویر چه اتفاقی افتاده، در حال حاضر چه اتفاقی در حال روی دادن است، شخصیت های درون تصویر در حال فکر کردن به چه چیزی هستند، چه احساساتی دارند، و داستان به کجا ختم خواهد شد. پاسخ ها می توانند نشان دهند که آزمودنی، در رابطه با محیط فیزیکی و اجتماعی، چگونه فکر می کند. پاسخ ها، از لحاظ تما مورد تحلیل قرار می‌گیرد (به همین دلیل «تماتیک» یا «موضوعی» نامیده می‌شود). 